# جيمي براون (تنس)
جيمي براون (بالإنجليزية: Jimmy Brown)‏ مواليد 28 أبريل 1965 في هياليه، هو لاعب كرة مضرب أمريكي سابق بدأ مسيرته كمحترف سنة 1981 وكان يلعب باليد اليمنى، اعتزل اللعب في 1992. أعلى تصنيف له في الفردي كان المركز الـ 42 في سنة 1983. أعلى تصنيف له في الزوجي كان المركز الـ 176 في سنة 1987.

## روابط خارجية
- جيمي براون على موقع رابطة محترفي التنس (الإنجليزية)
- جيمي براون على موقع الاتحاد الدولي لكرة المضرب (الإنجليزية)
- جيمي براون على موقع خلاصة التنس.كوم (الإنجليزية)